# Mont Avril
Il Mont Avril (pron. fr. AFI: [mɔ̃t‿avʁil]) è una montagna delle Alpi Pennine occidentali alta 3347 m.s.l.m., facente parte della Catena Grand Combin-Monte Vélan.

## Caratteristiche

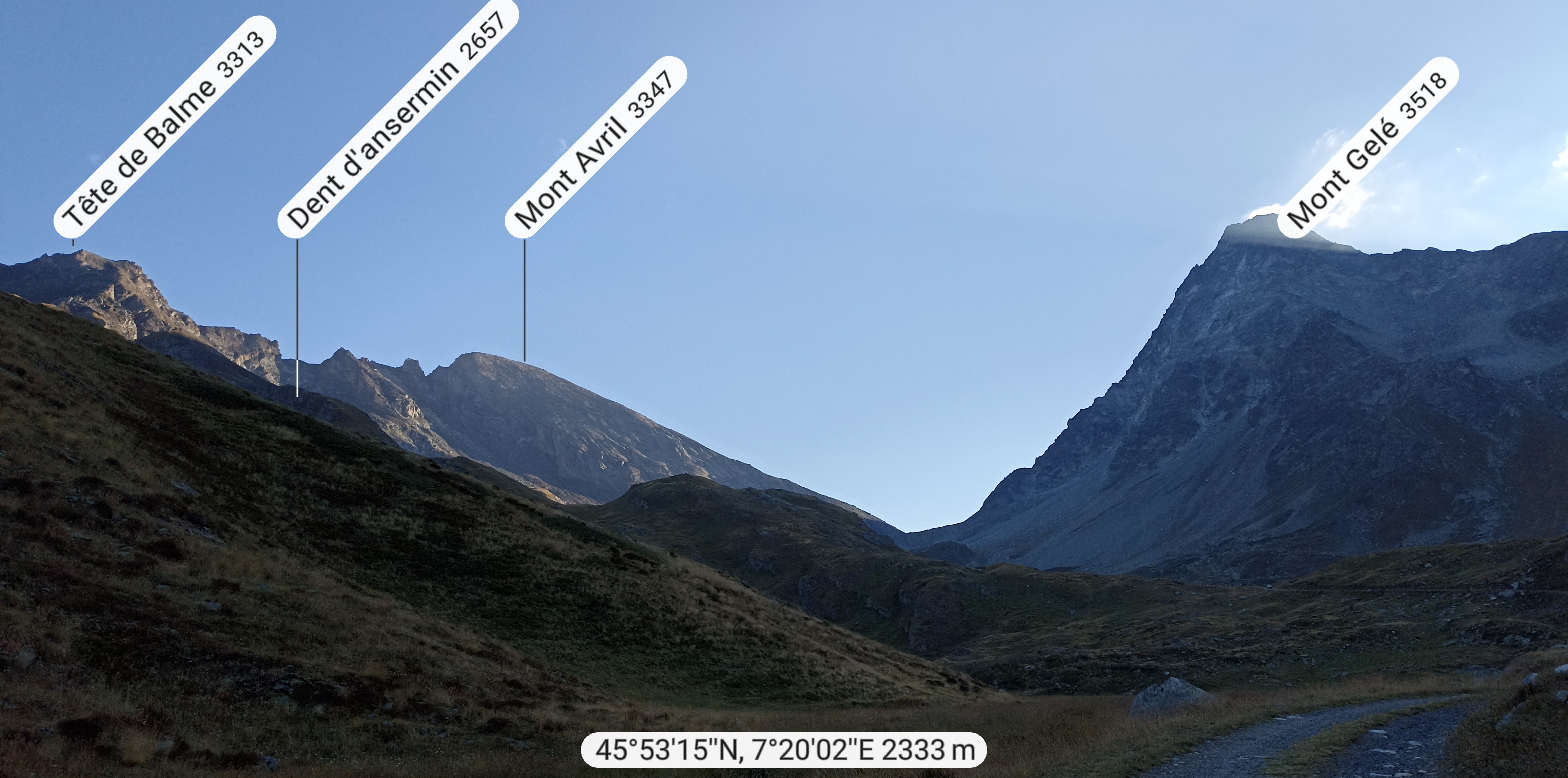
Il monte come appare salendo alla Fenêtre de Durand dal versante italiano.

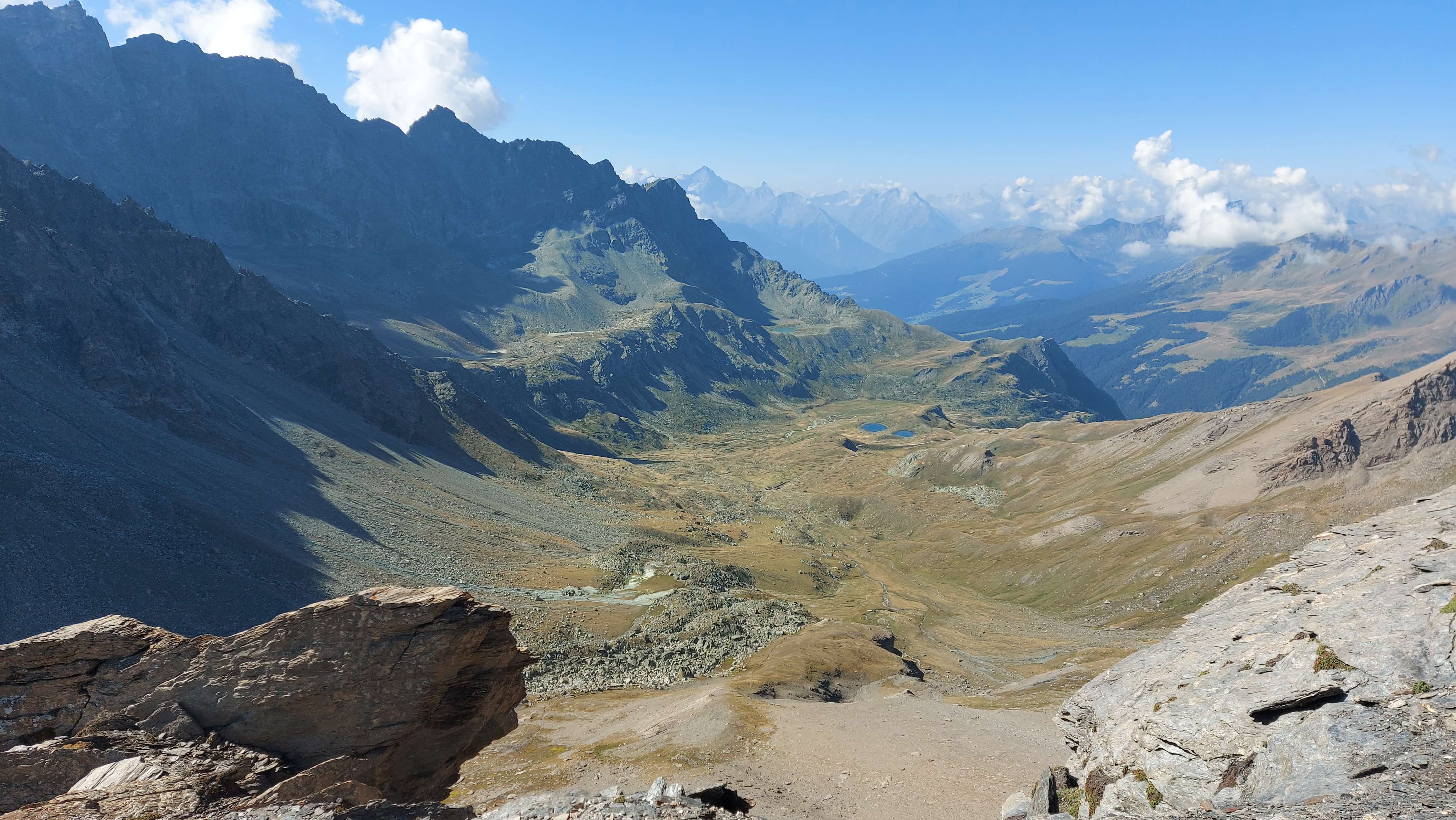
Sguardo verso la Valpelline dalla vetta del monte Avril.

La vetta della montagna è situata al confine tra Italia e Svizzera (Valle d'Aosta e Canton Vallese).
Presenta due versanti molto diversi fra loro: il versante settentrionale in Svizzera, molto ripido e scosceso, è ricoperto da un ghiacciaio, il ghiacciaio del Mont Durand, mentre il versante meridionale in Italia, si presenta più dolce e privo di ghiacciai.
La montagna è separata dal dirimpettaio Monte Gelé dalla Fenêtre de Durand (2797 m s.l.m.), valico che separa l'italiano vallone di Ollomont (valle laterale della Valpelline) dalla svizzera valle di Bagnes e dal quale si stacca il sentiero, non segnalato ma comunque evidente, per la cima.
Il valico è anche luogo di interesse storico: una stele ricorda Luigi Einaudi, futuro presidente della Repubblica Italiana, che il 26 settembre 1943 attraversò il valico con sua moglie per sfuggire al fascismo.

## Salita alla vetta
Si può salire in cima al monte Avril sia partendo dall'Italia (dalla frazione di Glacier di Ollomont) che dalla Svizzera (località |Mauvoisin in Val de Bagnes) costeggiando il grande lago di Mauvoisin.
I due itinerari si congiungono alla Fenêtre de Durand, dalla quale si segue la sopracitata traccia di sentiero fino in vetta, costituita da una cresta pianeggiante che precipita sul lato nord della montagna.
Il periodo migliore per la salita è naturalmente quello estivo (da fine giugno a fine settembre), anche se fino a luglio inoltrato sono presenti estesi nevai nell'ultima parte della salita e sul lato svizzero della Fenêtre de Durand (in queste condizioni dotarsi quindi di ramponi e piccozza).
Da non sottovalutare il brutto tempo, che a queste altitudini le precipitazioni possono cadere sotto forma di neve anche a luglio e agosto.
D'inverno, il monte Avril è meta di scialpinisti; occorre però prestare particolare attenzione al pericolo di valanghe consultando prima di intraprendere la gita il bollettino neve è valanghe sul sito della Regione.
Nel complesso, la salita è valutata EE (Escursionisti Esperti) sulla scala delle difficoltà escursionistiche.